# Fonds-Verrettes
Fonds-Verrettes (Haïtiaans-Creools: Fonvèrèt) is een stad en gemeente in Haïti met 50.000 inwoners. De gemeente maakt deel uit van het arrondissement Croix-des-Bouquets in het departement Ouest.

## Indeling
De gemeente bestaat uit slechts één section communale:
| Nr. | Naam            | Km²    | Inw.2015 |
| --- | --------------- | ------ | -------- |
| 1   | Fonds-Verrettes | 275,81 | 50.024   |